# Periophthalmodon freycineti
Periophthalmodon freycineti är en fiskart som först beskrevs av Jean René Constant Quoy och Joseph Paul Gaimard 1824.  Periophthalmodon freycineti ingår i släktet Periophthalmodon och familjen smörbultsfiskar. Inga underarter finns listade i Catalogue of Life.